# Пополоне (Потенца)
Пополоне (итал. Popolone) је насеље у Италији у округу Потенца, региону Базиликата.
Према процени из 2011. у насељу је живело 37 становника. Насеље се налази на надморској висини од 757 м.